# Jasujoši Čiba
Jasujoši Čiba (japonsky 千葉康由 Čiba Jasujoši) je japonský fotoreportér se sídlem v Nairobi v Keni. V roce 2020 získal ocenění World Press Photo of the Year.

## Životopis
Čiba pracuje od roku 2011 pro Agence France-Presse a v současné době (2020) je jejím hlavním fotografem pro východní Afriku a Indický oceán. Svou fotožurnalistiickou práci většinou pořídil v Brazílii a Keni. Sídlí v Nairobi v Keni.
V roce 2020 získal cenu World Press Photo za fotografii zobrazující mladého muže, který recituje protestní básně během nočního výpadku proudu v Chartúmu dne 19. června 2019. Je obklopen mnoha lidmi, kteří ho osvětlují svými mobilními telefony a skandují slogany pro obnovení civilní vlády. V době násilí a konfliktů předseda poroty záměrně vybral fotografii, která symbolizuje naději a neznázorňuje válku a násilí.

## Publikace
- Kenya Burning, Mgogoro Baada ya Uchaguzi 2007/8. Nairobi: Godown Arts Centre, 2009. ISBN 978-9966718211. Spoluautor: Boniface Mwangi. Editor: Billy Kahora. V angličtině a svahilštině.[5]

## Výstavy
- Football as seen through the eyes of children in Cidade de Deus favela, spolupráce: Christophe Simon, Visa pour l'Image, Perpignan, Francie[6]

## Ocenění
- 2008: Cena veřejnosti, Prix Bayeux Calvados-Normandie des correspondants de guerre, Bayeux, Francie[7]
- 2009: Vítěz, People in the News – Singles category, World Press Photo, Amsterdam[8]
- 2012: Vítěz, People in the News – Stories category, World Press Photo, Amsterdam[9]
- 2020: Vítěz, World Press Photo of the Year, World Press Photo, Amsterdam[10]
- 2020: Vítěz, General News – kategorie jednotlivců, World Press Photo, Amsterdam[11]